# التجريد (كتاب)
التجريد هو كتاب من تأليف الإمام أبي الحسين القدوري الحنفي (المتوفى: 428هـ) يُعد هذا الكتاب أكبر موسوعة إسلامية في الفقه المقارن، فهو أول كتاب فقهي يعطي صورة حقيقية متكاملة عن علم الفقه المقارن (علم الخلاف) لدى المسلمين، جمع بين دفتيه أدلة الأحناف ودافع عنها بكل قوة، وجمع أيضاً أدلة الشافعية، فقد اشتمل على نصوص فقهية للأحناف والشافعية غير موجودة الآن في أي من كتب للمذهبين على الرغم من كثرتها، وقد اجتهد القدوري في بيان مذهب كل منها في أهم ما جرى فيه الاختلاف بينهما في الفروع الفقهية مع استقصاء أدلتها، وردود كل منهما على أدلة الآخر، فهو يعبر بصورة صادقة عن روح التسامح والنقاش العلمي الهادئ بين جميع المذاهب الفقهية التي تميز بها فقهاء المسلمين، وذلك تراه في ترحم القدوري على الإمام الشافعي وأصحابه، وعدم استخدام ألفاظ عنيفة في الرد عليهم، ولا ألفاظ تهكمية أثناء سرد أدلتهم.